# Wim Boomsma

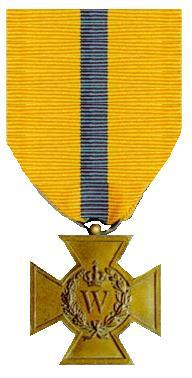
Bronzen Kruis

Evert Willem ("Wim") Boomsma (Delft, 16 februari 1914 – 11 december 1986) was een Nederlands verzetsman en Engelandvaarder.

## Biografie
Wim Boomsma was de zoon van Rein Boomsma en Gerardina Maria Schallenberg (1880-1963). Hij ging na zijn opleiding aan de Automotive Technische School in Den Haag eerst aan de slag als chauffeur en later, in 1934 als vliegtuigmonteur bij de KLM. Wegens inkrimping werd hij ontslagen in 1936 en ging Boomsma bij de militaire luchtvaartdienst, eerst op vliegkamp Valkenburg en op vliegbasis Soesterberg. In 1939 werd hij overgeplaatst naar de in april geformeerde BomVA op Schiphol en begin 1940 naar de 4e JAVA op Bergen aan Zee. Inmiddels was hij bevorderd tot korporaal-vliegtuigmonteur.

### Tweede Wereldoorlog
Gedurende de eerste vier dagen van de Tweede Wereldoorlog repareerde Boomsma de G1’s die daar gestationeerd waren. Na de capitulatie ging hij op 16 juni op "wachtgeld". Op 6 mei 1941 wist hij met 3 andere mannen, Govert Steen, Jan Beelaerts van Blokland en Wijbert Lindeman, uit Nederland te ontsnappen in een gekaapt watervliegtuig, een Fokker T8W. Ze vertrokken rond 7 uur 's morgens en landden in Broadstairs vijf kwartier later. In Engeland kwam hij in dienst bij het 320 Dutch Squadron RAF.

### Na de oorlog
Boomsma kwam na de oorlog terug naar Nederland, nu inmiddels getrouwd met een Engelse vrouw en ging eerst naar Deelen met de "GLV" (Groep Lichte Vliegtuigen) en later naar Ypenburg en Soesterberg. Hij was inmiddels sergeant-majoor geworden toen hij met pensioen ging in februari 1969. Boomsma verhuisde met zijn familie terug naar Wales en bracht daar zijn pensioentijd door tot hij overleed op 11 december 1986 op 71-jarige leeftijd.

## Bronzen Kruis
Op aanvraag van het Ministerie van Oorlog in Engeland kreeg Boomsma in 1941 het Bronzen Kruis (KB 061141-5).